# Course Marseille-Cassis 2017
Navigation
Édition précédente Édition suivante
Le Marseille-Cassis 2017 est la 39e édition de la course Marseille-Cassis qui a eu lieu en France le 29 octobre 2017. 16 070 participants ont franchi la ligne d'arrivée de cette course sur route de 20 km qui relie Marseille à Cassis fondée en 1979. L’épreuve est remportée par la Kényane Édith Chelimo chez les femmes et l’Éthiopien Jemal Mekonnen chez les hommes.

## Résultats

### Hommes
| Rang | Temps           | Athlète               |
| ---- | --------------- | --------------------- |
|      | 59 min 16 s     | Jemal Mekonnen        |
|      | 59 min 50 s     | Evans Cheruiyot       |
|      | 1 h 00 min 09 s | Wilfred Kimeli        |
| 4    | 1 h 00 min 21 s | Abdenasir Fathi       |
| 5    | 1 h 00 min 23 s | Hamza Sahli           |
| 6    | 1 h 00 min 35 s | Ben Somikwo           |
| 7    | 1 h 01 min 00 s | Lencho Anbesa         |
| 8    | 1 h 01 min 05 s | Terefa Debala         |
| 9    | 1 h 01 min 43 s | Edwin Kiplagat        |
| 10   | 1 h 02 min 01 s | Mustapha Tachfit      |
| 11   | 1 h 02 min 36 s | Mustapha Houdadi      |
| 12   | 1 h 02 min 39 s | Felicien Muhitira     |
| 13   | 1 h 02 min 46 s | Ladan kaniu Wanjiku   |
| 14   | 1 h 03 min 09 s | Abdellatif Meftah     |
| 15   | 1 h 03 min 12 s | Nicolas Navarro       |
| 16   | 1 h 03 min 38 s | Ezechiel Nizigiyimana |
| 17   | 1 h 04 min 00 s | Victor Chelokoi       |
| 18   | 1 h 04 min 18 s | Paul Omuya            |
| 19   | 1 h 04 min 36 s | Romain Courcieres     |
| 20   | 1 h 04 min 42 s | Julien Masciotra      |

### Femmes
| Rang | Temps           | Athlète              |
| ---- | --------------- | -------------------- |
|      | 1 h 05 min 58 s | Edith Chemilo        |
|      | 1 h 06 min 41 s | Muliye Dekebo        |
|      | 1 h 07 min 54 s | Dera Dida            |
| 4    | 1 h 08 min 21 s | Stacy Jepkemoi Ndiwa |
| 5    | 1 h 08 min 51 s | Sofiya Shemsu        |
| 6    | 1 h 11 min 11 s | Sanae El Otmani      |
| 7    | 1 h 12 min 10 s | Lucy Macharia        |
| 8    | 1 h 15 min 47 s | Anaïs Sabrié         |
| 9    | 1 h 16 min 25 s | Aline Camboulives    |
| 10   | 1 h 18 min 37 s | Irene Mogaka         |
| 11   | 1 h 19 min 14 s | Severine Planteur    |
| 12   | 1 h 21 min 00 s | Fatima Korichi       |
| 13   | 1 h 22 min 10 s | Marine Claudel       |
| 14   | 1 h 23 min 58 s | Maryse Veyer         |
| 15   | 1 h 24 min 23 s | Lucie Clerc          |
| 16   | 1 h 25 min 01 s | Maximila Jerotich    |
| 17   | 1 h 25 min 42 s | Laetitia Dardanelli  |
| 18   | 1 h 25 min 56 s | Mallorie Marquet     |
| 19   | 1 h 26 min 49 s | Ophelie Delalande    |
| 20   | 1 h 26 min 52 s | Irene Gorban         |